# Samuel Ndhlovu
Samuel Ndhlovu, noto con il soprannome Sammy Zoom (Luanshya, 27 settembre 1937 – Mufulira, 10 ottobre 2001), è stato un calciatore e allenatore di calcio zambiano.

## Carriera

### Calciatore

#### Club
Ha militato nel Mufulira Wanderers dal 1956 al 1975, ad esclusione di una breve militanza negli statunitensi dell'Atlanta Chiefs nell'estate 1967. Con i Wanderers ha vinto cinque campionati dello Zambia, sette coppe nazionali e tre Zambian Challenge Cup.
Nell'estate 1967 Ndhlovu ha la sua unica e breve esperienza all'estero, negli Stati Uniti d'America, ingaggiato dagli Atlanta Chiefs, franchigia militante nella neonata NPSL e che aveva in rosa altri tre suoi connazionali. Ndhlovu però non verrà mai schierato in alcun incontro ufficiale.

#### Nazionale
Ha giocato nella nazionale di calcio dello Zambia, disputando 19 incontri e segnando 8 reti.

### Allenatore
Mentre ancora giocava ha allenato tra il 1967 ed il 1971 il Mufulira Wanderers e la nazionale zambiana tra il 1967 ed il 1969. Con i Wanderers ha vinto due campionati, due coppe e tre Zambian Challenge Cup. Tornò alla guida del club di Mufulira tra il 1982 ed il 1985, vincendo un'altra Challenge Cup.
Dal 1987 al 1992 guida la nazionale zambiana, che portò alla conquista del terzo posto della Coppa delle nazioni africane 1990. Due anni dopo con i Chipolopolo raggiunge i quarti di finale della Coppa delle nazioni africane 1992.
Nel 1988 guida la selezione zambiana anche alla XXIV Olimpiade, ove vince il girone B davanti tra l'altro all'Italia, ma venendo eliminato dalla Germania ai quarti di finale.

## Palmarès

### Calciatore
- Campionato zambiano: 5

Mufulira Wanderers: 1963, 1965, 1966, 1967, 1969
- Coppa dello Zambia: 7

Mufulira Wanderers: 1965. 1966, 1968, 1971, 1973, 1974, 1975
- Zambian Challenge Cup: 3
- Mufulira Wanderers: 1967, 1968, 1969

### Allenatore
- Campionato zambiano: 2

Mufulira Wanderers: 1967, 1969
- Coppa dello Zambia: 2

Mufulira Wanderers: 1968, 1971
- Zambian Challenge Cup: 4
- Mufulira Wanderers: 1967, 1968, 1969, 1984